# Joshua Oppenheimer (scénariste)
Pour les articles homonymes, voir Joshua Oppenheimer.
Joshua Oppenheimer est un scénariste américain, qui collabore très souvent avec Thomas Dean Donnelly.

## Filmographie partielle
- 2003 : La Voix des crimes (Thoughtcrimes), de Breck Eisner
- 2005 : Sahara, de Breck Eisner
- 2005 : Un coup de tonnerre (A Sound of Thunder), de Peter Hyams
- 2011 : Dylan Dog: Dead of Night, de Kevin Munroe
- 2011 : Conan (Conan the Barbarian), de Marcus Nispel